# Tolypothrix
Tolypothrix (Толипотрикс; од грчких речи tolype - „кончаста лопта“ и thrix - „коса“) је род модрозелених бактерија (алги). Припада реду Nostocales (ностокалес). Врсте овога рода су космополитски распростањени прокариотски организми који се налазе на трихалном ступњу организације.

## Станиште
Живе у слатким и сланим водама и на влажним стенама од тропских предела, па до Арктика. Углавном живе у слабо киселој, незагађеној средини. Могу живети у изворима и у стајаћим водама.

## Морфологија
Ћелије у кончастим телима међусобно комуницирају преко плазмодезми. Ћелије могу бити плаво-зелене боје, маслинасто зелене, жуте или црвене боје. Понекада у себи имају грануле. Нитаста тела су прекривена слузним омотачем. Млади конци су дугачки, са хетероцистама у базном делу. Хетероцисте су сферног, цилиндричног или дискоидног облика. Трајне споре (акинети) се ретко јављају. Размножавају се хормогонијама.

## Врсте
Род обухвата 52 врсте (према сајту ).
|  |  |  |